# Kleon
A Kleon görög eredetű férfinév, a jelentése dicsőség.

## Gyakorisága
Az 1990-es években szórványos név, a 2000-es években nem szerepel a 100 leggyakoribb férfinév között.

## Névnapok
- szeptember 25.[2]